# Arbër Zeneli
Arbër Zeneli (Säter, Svédország, 1995. február 25. –) koszovói válogatott svéd-koszovói labdarúgó, az IF Elfsborg középpályása.

## Pályafutása

### Klubcsapatban
A Hälsinggårdens AIK együttesében kezdte a labdarúgást, majd az IF Elfsborg korosztályos csapatában folytatta. A felnőttek között 2014-ben mutatkozott be és ebben az idényben svédkupa-győztes lett az együttessel. 2015-ig játszott a svéd csapatban.
2016 és 2019 között a holland Heerenveen, 2019 és 2023 között a francia Stade de Reims labdarúgója. A 2020–21-es Európa-liga-sorozatban játszott a Fehérvár ellen a 3. selejtezőkörben, ahol a magyar csapat 11-esekkel jutott tovább.
2024 szeptemberében hároméves szerződést írt alá a török Demirspor csapatával. 2024 márciusában visszatért az IF Elfsborg csapatához.

### A válogatottban
2010 és 2016 között a összesen 35 alkalommal szerepelt a különböző svéd korosztályos válogatottakban (U17, U19, U21) és hét gólt szerzett. 2015-ben tagja volt az Európa-bajnok U21-es válogatottnak, de a csehországi tornán mérkőzésen nem szerepelt.
2016 óta 27 alkalommal szerepelt a koszovói válogatottban és kilenc gólt szerzett.

## Sikerei, díjai
IF Elfsborg
- Svéd kupa
  - bajnok: 2014

 Svédország U21
- U21-es labdarúgó-Európa-bajnokság
  - bajnok: 2015